# Ford Galaxy

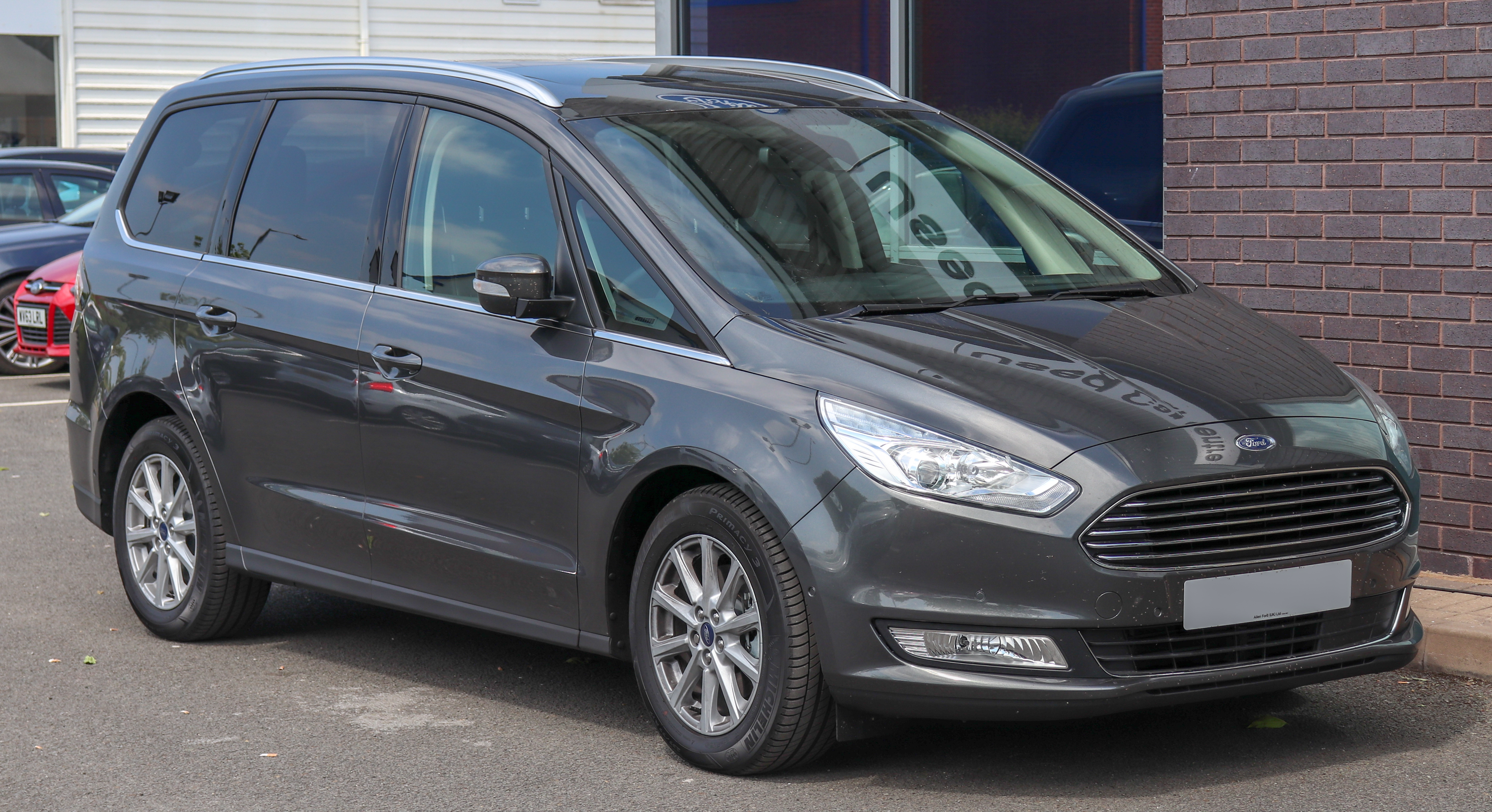
Ford Galaxy

Ford Galaxy är en stor MPV som i sin första generation presenterades 1995. 
Galaxy I utvecklades i samarbete med Volkswagen och SEAT, vars modeller Sharan och Alhambra var i stort sett identiska med Galaxy. Samtliga derivat tillverkades också i en gemensam fabrik i Palmela i Portugal. Vad som skilde modellerna var vissa kosmetiska detaljer i front och bakparti, samt utrustningsalternativ och pris. Av de tre modellerna var Sharanen den dyraste. Galaxy I genomgick en större ansiktslyftning år 2000, vilket resulterade i en ny front och nya inredningsdetaljer, däribland en oval, analog klocka.
År 2006 ersattes Galaxy I av Galaxy II som bygger på S-Maxmodellen. Galaxy I säljs dock fortfarande i Sydamerika. Den andra generationen tillverkas i Genk i Belgien och är något större än sin föregångare. Motorerna som erbjuds är på mellan 1,8 och 2,0 liter med bensin eller diesel som drivmedel.